# 吉野耕作
吉野 耕作（よしの こうさく、1953年4月23日 - 2018年9月2日）は、日本の社会学者。上智大学総合人間科学部教授。専門はナショナリズム論。

## 人物
慶應義塾大学卒業。上智大学大学院修士課程修了、同博士課程中途退学。Ph.D.（ロンドン経済大学、1989年）。
上智大学助教授、東京大学大学院教授を経て、2005年より現職。

## 略歴
- 1976年3月 慶應義塾大学経済学部卒業
- 1979年3月 上智大学大学院文学研究科社会学専攻修士課程修了
- 1982年3月 上智大学大学院文学研究科社会学専攻博士課程中途退学
- 1989年11月 ロンドン経済大学より博士号取得（アントニー・D・スミスに師事）
- 1990年4月 - 1991年3月 上智大学比較文化学部専任講師
- 1991年4月 - 1995年3月 上智大学文学部専任講師
- 1995年4月 - 1996年3月 上智大学文学部助教授
- 1996年4月 - 2004年3月 東京大学大学院人文社会系研究科助教授
- 2004年4月 - 2005年3月 東京大学大学院人文社会系研究科教授
- 2005年4月 - 上智大学総合人間科学部社会学科教授
- 2006年10月 - 2007年3月 一橋大学社会学部非常勤講師
- 2010年9月 - 2011年3月 聖心女子大学非常勤講師

## 著書

### 単著
- Cultural Nationalism in Contemporary Japan: A Sociological Enquiry, (Routledge, 1992).
- 『文化ナショナリズムの社会学――現代日本のアイデンティティの行方』（名古屋大学出版会, 1997年）

### 編著
- Consuming Ethnicity and Nationalism: Asian Experiences, (Curzon, 1999).